# Zapasy na Letnich Igrzyskach Olimpijskich 1964 – kategoria do 70 kg w stylu klasycznym
Zmagania mężczyzn do 70 kg to jedna z ośmiu męskich konkurencji w zapasach w stylu klasycznym rozgrywanych podczas Letnich Igrzysk Olimpijskich 1964. Pojedynki w tej kategorii wagowej odbyły się w dniach 16 – 19 października.
Punktacja opierała się na systemie "złych punktów karnych". Zwycięzca otrzymywał zero punktów za wygraną przez "tusz" (łopatki), a jeden punkt za wygraną na punkty. Dwa punkty przyznawano zawodnikom za remis. Za porażkę na punkty zawodnik otrzymywał trzy punkty, a za przegraną na łopatki przyznawano 4 punkty karne. Uzyskanie sześciu lub więcej punktów eliminowało zapaśnika z turnieju. Najlepsza trójka walczyła w rundzie finałowej.

## Klasyfikacja[1]
| Pozycja | Nazwisko           | Kraj              |
| ------- | ------------------ | ----------------- |
| 1       | Kazım Ayvaz        | Turcja            |
| 2       | Valeriu Bularca    | Rumunia           |
| 3       | Dawit Gwanceladze  | ZSRR              |
| 4       | Tokuaki Fujita     | Japonia           |
| 5       | Stevan Horvat      | Jugosławia        |
| 6       | Eero Tapio         | Finlandia         |
| 7       | Rune Johnsson      | Szwecja           |
| 8       | Iwan Iwanow        | Bułgaria          |
| 9       | Franz Schmitt      | Niemcy            |
| 10      | Dimitrios Sawas    | Grecja            |
| 11      | Kurt Madsen        | Dania             |
| 12      | Wahid Ullah Zaid   | Afganistan        |
| 12      | James Burke        | Stany Zjednoczone |
| 14      | Franz Berger       | Austria           |
| 14      | Mahmud Ibrahim     | Egipt             |
| 14      | Hosejn Ebrahimijan | Iran              |
| 14      | Kim Ik-jong        | Korea Południowa  |
| 14      | Alejandro Echaniz  | Meksyk            |
| 19      | Raúl Romero        | Argentyna         |

## Wyniki

### Pierwsza runda[2]
| Zwycięzca         | Punkty karne | Wynik     | Przegrany          | Punkty karne |
| ----------------- | ------------ | --------- | ------------------ | ------------ |
| James Burke       | 2            | Remis     | Hosejn Ebrahimijan | 2            |
| Alejandro Echaniz | 2            | Remis     | Wahid Ullah Zaid   | 2            |
| Stevan Horvat     | 1            | Na punkty | Franz Berger       | 3            |
| Valeriu Bularca   | 2            | Remis     | Eero Tapio         | 2            |
| Dimitrios Sawas   | 1            | Na punkty | Kim Ik-jong        | 3            |
| Tokuaki Fujita    | 0            | Łopatki   | Raúl Romero        | 4            |
| Dawit Gwanceladze | 1            | Na punkty | Franz Schmitt      | 3            |
| Rune Johnsson     | 1            | Na punkty | Kurt Madsen        | 3            |
| Kazım Ayvaz       | 1            | Na punkty | Mahmud Ibrahim     | 3            |
| Iwan Iwanow       | 0            | Bez walki |                    |              |

### Druga runda[3]
| Zwycięzca       | Punkty karne | Wynik       | Przegrany          | Punkty karne |
| --------------- | ------------ | ----------- | ------------------ | ------------ |
| Iwan Iwanow     | 1            | Na punkty   | James Burke        | 5            |
| Eero Tapio      | 2            | Łopatki     | Hosejn Ebrahimijan | 6            |
| Valeriu Bularca | 3            | Na punkty   | Kim Ik-jong        | 6            |
| Tokuaki Fujita  | 1            | Na punkty   | Dimitrios Sawas    | 4            |
| Rune Johnsson   | 1            | Łopatki     | Alejandro Echaniz  | 6            |
| Kurt Madsen     | 4            | Na punkty   | Wahid Ullah Zaid   | 5            |
| Franz Schmitt   | 4            | Na punkty   | Franz Berger       | 6            |
| Stevan Horvat   | 2            | Na punkty   | Mahmud Ibrahim     | 6            |
| Kazım Ayvaz     | 2            | Na punkty   | Dawit Gwanceladze  | 4            |
|                 |              | Wycofał się | Raúl Romero        |              |

### Trzecia runda[4]
| Zwycięzca         | Punkty karne | Wynik           | Przegrany        | Punkty karne |
| ----------------- | ------------ | --------------- | ---------------- | ------------ |
| Eero Tapio        | 3            | Na punkty       | Iwan Iwanow      | 4            |
| Valeriu Bularca   | 3            | Dyskwalifikacja | James Burke      | 9            |
| Rune Johnsson     | 3            | Remis           | Dimitrios Sawas  | 6            |
| Tokuaki Fujita    | 2            | Na punkty       | Kurt Madsen      | 7            |
| Franz Schmitt     | 4            | Łopatki         | Wahid Ullah Zaid | 9            |
| Dawit Gwanceladze | 5            | Na punkty       | Stevan Horvat    | 5            |
| Kazım Ayvaz       | 2            | Bez walki       |                  |              |

### Czwarta runda[5]
| Zwycięzca         | Punkty karne | Wynik     | Przegrany     | Punkty karne |
| ----------------- | ------------ | --------- | ------------- | ------------ |
| Kazım Ayvaz       | 3            | Na punkty | Iwan Iwanow   | 7            |
| Tokuaki Fujita    | 4            | Remis     | Eero Tapio    | 5            |
| Valeriu Bularca   | 4            | Na punkty | Rune Johnsson | 6            |
| Stevan Horvat     | 5            | Łopatki   | Franz Schmitt | 8            |
| Dawit Gwanceladze | 5            | Bez walki |               |              |

### Piąta runda[6]
| Zwycięzca         | Punkty karne | Wynik     | Przegrany       | Punkty karne |
| ----------------- | ------------ | --------- | --------------- | ------------ |
| Dawit Gwanceladze | 6            | Na punkty | Eero Tapio      | 8            |
| Kazım Ayvaz       | 5            | Remis     | Valeriu Bularca | 6            |
| Stevan Horvat     | 7            | Remis     | Tokuaki Fujita  | 6            |

### Turniej o 2 miejsce[7]
| Zwycięzca         | Wynik     | Przegrany         |
| ----------------- | --------- | ----------------- |
| Valeriu Bularca   | Na punkty | Dawit Gwanceladze |
| Dawit Gwanceladze | Na punkty | Tokuaki Fujita    |
| Valeriu Bularca   | Remis     | Tokuaki Fujita    |